# 中国人民解放军陆军合成第一三八旅
合成第一三八旅（英語：138th Combined Arms Brigade），又名“铁拳劲旅”，是中国人民解放军陆军第八十集团军下辖的一个轻型合成旅，驻地山东省莱阳市。

## 历史概述
该部队前身是1945年9月组建的冀晋（赵尔陆）纵队第2旅、第3旅和冀中（黄寿发）纵队第1旅，1946年4月，冀晋（赵尔陆）纵队第2旅与冀中（黄寿发）纵队第1旅合并为热河军区 独立第2旅，冀晋（赵尔陆）纵队第3旅改为热河军区 独立第3旅，同年6月独立第2旅改称独立第13旅，独立第3旅改称独立第14旅。1946年9月，13旅与14旅合并为新的热河军区独立第13旅。11月，改称冀热察军区独立第13旅。。后整编为第一三三师。
1970年2月，改番号为陆军第一三八师，2003年缩编为摩托化步兵旅，2017年改为轻型合成旅，为现有编制。

## 沿革
参考资料：
| 部隊番號                 | 使用時期             |
| ------------------------ | -------------------- |
| 热河军区独立第十三旅     | 1946年9月-1946年11月 |
| 冀热察军区独立第十三旅   | 1946年11月-1947年8月 |
| 东北野战军第二十二师     | 1947年8月-1948年11月 |
| 中国人民解放军第一三三师 | 1948年11月-1960年1月 |
| 陆军第一三三师           | 1960年1月-1970年2月  |
| 陆军第一三八师           | 1970年2月-1986年6月  |
| 摩托化步兵第一三八师     | 1986年6月-2003年9月  |
| 摩托化步兵第一三八旅     | 2003年10月-2017年4月 |
| 合成第一三八旅           | 2017年4月至今        |

## 荣誉
- “攻坚英雄连”：前摩步第四一四团七连
- “卫国英雄连”：前摩步第四一二团五连
- “卫国英雄连”：前摩步第四一三团八连